# Inferno (novela de Strindberg)
Inferno es una novela autobiográfica del autor sueco August Strindberg, publicada en 1897. Narra la residencia del autor en París, donde, lejos de su familia y amigos quedados en Estocolmo, aquel se dedica  al estudio obsesivo de la alquimia, el ocultismo y el swedeborgismo. El narrador da muestras de un paranoia agudo y padece frecuentes delirios de persecución. Pese a las consabidas neurosis de Strindberg, algunos de los trastornos que se atribuye en Inferno son de dudosa veracidad, y habrá exagerado o inventado varios de éstos para mayor dramatismo.  
Compuesto en francés, el libro proviene en gran parte de un diario íntimo que Strindberg mantuvo entre 1896 y 1908, en medio de una crisis personal que se nutría por igual de obsesiones metafísicas, aprietos financieros y conflictos maritales. Este texto se publicó entero en 1963 bajo el título de Ockulta dagbocken (esto es, "el Diario oculto"). 